# Meridià 6 a l'est
El meridià 6 a l'est de Greenwich és una línia de longitud que s'estén des del pol Nord a través de l'oceà Àrtic, Europa, l'Àfrica, l'oceà Atlàntic, l'oceà Antàrtic i Antàrtida al pol Sud.
El meridià 6 a l'est forma un cercle màxim amb el meridià 174 a l'oest.
Com tot els altres meridians, la seva longitud correspon a una semicircumferència terrestre, són 20.003,932 km. Al nivell de l'equador, la seva distància del meridià de Greenwich és de 668 km

## De Pol a Pol
Des del pol Nord i dirigint-se cap al sud fins al pol Sud, el meridià 6 a l'Est passa per:
| Coordenades                           | País, territori o mar | Notes |
| ------------------------------------- | --------------------- | --- |
| 90° 0′ N, 6° 0′ E / 90.000°N,6.000°E  | Oceà Àrtic            | |
| 81° 19′ N, 6° 0′ E / 81.317°N,6.000°E | Oceà Atlàntic         | |
| 62° 29′ N, 6° 0′ E / 62.483°N,6.000°E | Noruega               | Entra a Godøya a Møre og Romsdal. Sur al sud d'Eigersund a Rogaland.                                                       |
| 58° 25′ N, 6° 0′ E / 58.417°N,6.000°E | Mar del Nord          | |
| 53° 24′ N, 6° 0′ E / 53.400°N,6.000°E | Països Baixos         | Passa just a l'est d'Apeldoorn i Arnhem                                                                                    |
| 51° 50′ N, 6° 0′ E / 51.833°N,6.000°E | Alemanya              | Per uns 10 km |
| 51° 44′ N, 6° 0′ E / 51.733°N,6.000°E | Països Baixos         | |
| 51° 5′ N, 6° 0′ E / 51.083°N,6.000°E  | Alemanya              | Per uns 11 km |
| 50° 59′ N, 6° 0′ E / 50.983°N,6.000°E | Països Baixos         | |
| 50° 48′ N, 6° 0′ E / 50.800°N,6.000°E | Alemanya              | Per uns 2 km, passa just a l'oest d'Aquisgrà                                                                               |
| 50° 47′ N, 6° 0′ E / 50.783°N,6.000°E | Països Baixos         | Per uns 4 km |
| 50° 45′ N, 6° 0′ E / 50.750°N,6.000°E | Bèlgica               | |
| 50° 11′ N, 6° 0′ E / 50.183°N,6.000°E | Luxemburg             | passa just a l'oest de la ciutat de Luxemburg                                                                              |
| 49° 27′ N, 6° 0′ E / 49.450°N,6.000°E | França                | Passa a través de Besançon                                                                                                 |
| 46° 14′ N, 6° 0′ E / 46.233°N,6.000°E | Suïssa                | Per uns 9 km, just a l'oest de Ginebra                                                                                     |
| 46° 9′ N, 6° 0′ E / 46.150°N,6.000°E  | França                | Troba la Mar Mediterrània just a l'est de Toló                                                                             |
| 43° 6′ N, 6° 0′ E / 43.100°N,6.000°E  | Mar Mediterrània      | |
| 36° 51′ N, 6° 0′ E / 36.850°N,6.000°E | Algèria               | |
| 19° 36′ N, 6° 0′ E / 19.600°N,6.000°E | Níger                 | |
| 13° 42′ N, 6° 0′ E / 13.700°N,6.000°E | Nigèria               | |
| 4° 19′ N, 6° 0′ E / 4.317°N,6.000°E   | Oceà Atlàntic         | passa just a l'oest de l'illa de São Tomé, São Tomé i Príncipe · Passa just a l'est de l'illa d'Annobón, Guinea Equatorial |
| 60° 0′ S, 6° 0′ E / 60.000°S,6.000°E  | Oceà Antàrtic         | |
| 70° 1′ S, 6° 0′ E / 70.017°S,6.000°E  | Antàrtida             | Terra de la Reina Maud, reclamat per Noruega                                                                               |